# 鞭珊瑚科
鞭珊瑚科（學名:Ellisellidae，英文:Sea whip coarl）又名為海鞭，由於珊瑚呈現長條形看起來如鞭子，所以才名為海鞭。大多数鞭珊瑚科下面的属不与蟲黃藻共生，牠們只通过捕食浮游生物来获取营养。只有少数物种从蟲黃藻那里获取营养。牠們的骨骼是由柳珊瑚硬蛋白產生的，與硬珊瑚不一樣。

## 分類
此科有8個屬，如下:
- 疣鞭珊瑚屬 Ctenocella Valenciennes, 1855
- 雙叉鞭珊瑚屬 Dichotella Gray, 1870
- 鞭珊瑚屬 Ellisella Gray, 1858
- 垂鞭珊瑚屬 Heliania Gray, 1859
- 蘆莖鞭珊瑚屬 Junceella Valenciennes, 1855
- 叢鞭珊瑚屬 Nicella Gray, 1870
- 分支鞭珊瑚屬 Phenilia Gray, 1859
- Riisea Duchassaing & Michelotti, 1860
- 扇鞭珊瑚屬 Verrucella Milne Edwards & Haime, 1857
- 長鞭珊瑚屬 Viminella Gray, 1870